# Colibași (okręg Gorj)
Colibași – wieś w Rumunii, w okręgu Gorj, w gminie Scoarța. W 2011 roku liczyła 234 mieszkańców.